# Il mondo di Sophie
Il mondo di Sophie (Sofies verden) è un film del 1999 diretto da Erik Gustavson.
Il soggetto è basato sul romanzo Il mondo di Sofia, best seller dello scrittore  norvegese Jostein Gaarder. 
È stato trasmesso in Italia sul canale digitale terrestre Iris nel 2008.

## Trama
Sofia Amundsen è una ragazzina di 14 anni. Un giorno riceve delle lettere che contengono domande filosofiche tipo "Chi sei tu?", "da dove viene il mondo?" che la fanno riflettere. In seguito riceve anche un video che mostra il misterioso filosofo nell'antica Atene nel 399 a.C. mentre si sta svolgendo il processo a Socrate. Il misterioso filosofo, che si chiama Alberto Knox, riprende in diretta l'Apologia di Socrate, la sua condanna a morte e il momento in cui Socrate beve la cicuta. Sofia riceve anche una cartolina da un maggiore dell'ONU in Libano, Albert Knag, in cui questo fa gli auguri di compleanno a sua figlia Hilde Moller Knag però mandando la cartolina a Sofia. Alberto le parla anche di Platone, Aristotele e dei cinici.
Sofia in seguito conosce di persona Alberto in una chiesa medievale. Qui Alberto le parla del Medioevo, in particolare di Hildegard von Bingen e San Tommaso d'Aquino. Il giorno successivo compare nel giardino di Sofia il cane di Alberto Ermes che la guida alla casa di Alberto. Una volta entrata nell'abitazione Sofia assiste alla metamorfosi del cane in Alberto. Quindi il cane e Alberto sono la stessa persona! Quando Alberto inizia a parlarle del Rinascimento si apre una breccia sul muro e tramite essa entra in casa l'architetto rinascimentale italiano Rocco Spinotti che si scusa per aver usato troppo esplosivo e li invita a venire nel suo paese. Alberto e Sofia attraversano la breccia e si ritrovano nel Rinascimento. Qui incontrano persone del calibro di Leonardo Da Vinci, Michelangelo Buonarroti, William Shakespeare, Niccolò Copernico e Johann Gutenberg.
Una volta tornati nel presente Alberto parla a Sofia di Cartesio poi la fa dialogare col programma di un computer, esempio di intelligenza artificiale. Il maggiore si intrufola nel computer e manda gli auguri di compleanno a Hilde.
Sofia si reca nella casetta del maggiore dove incontra il filosofo empirista inglese George Berkeley che le spiega che lei non esiste ma è un personaggio di un libro scritto da un maggiore dell'ONU in Libano (Albert Knag) per insegnare a sua figlia Hilde la filosofia.
Sofia e Alberto progettano di scappare dal libro ma il piano può funzionare solo se Alberto finisce il corso di filosofia. Quindi inizia a parlarle dell'illuminismo e della rivoluzione francese. Ad un tratto Sofia e Alberto si ritrovano in Francia ai tempi della rivoluzione dove incontrano Robespierre e assistono all'esecuzione di Olympe de Gouges. Dopodiché Alberto le parla di Kant, Nietzsche, Kierkegaard, di Hegel e del comunismo.
Arriva il giorno della festa di compleanno di Sofia. Il maggiore, che essendo lo scrittore del romanzo è praticamente un Dio nel mondo di Sofia, fa schiantare la mercedes dei genitori di Jorunn, un'amica di Sofia, e Sofia e Alberto approfittano dell'attimo di distrazione del maggiore fuggendo dal libro passando attraverso uno specchio magico. Sofia e Alberto si ritrovano nel mondo reale più precisamente in casa di Hilde.
Sofia prova a comunicare con Hilde ma non ci riesce perché nel mondo reale è solo uno spirito e non può essere percepita dalle persone reali. Il padre di Hilde ritorna dal Libano e parla a sua figlia del big bang. Sofia propone a Alberto di ritornare nel loro mondo, Alberto accetta e i due attraversano di nuovo lo specchio. Arrivano a una festa in cui sono presenti vari personaggi fantastici come Zorro, Pinocchio, Cappuccetto Rosso, Pippi Calzelunghe e la madre e gli amici di Sofia. Il film si conclude con Sofia che guarda stupita i fuochi d'artificio.